# Лайонел Енгімеа
Лайонел Енгімеа (англ. Lionel Rouwen Aingimea) — адвокат і політик Науру, президент країни з 27 серпня 2019 року по 28 вересня 2022 року.

## Біографія
Лайонел Енгімеа вивчав юриспруденцію в Австралії. Ставши юристом працював в неурядовій організації «Регіональна група з прав людини», яка просуває принципи прав людини та належного управління в регіонах Океанії.
На виборах 2013 року балотується в парламент по виборчому округу Менег, але не отримує місця. Надалі стає старшою посадовою особою в міністерстві юстиції в новому уряді президента Вака. У 2015 році Лайонел Енгемея бере участь в ухваленні рішення про заборону доступу жителів Науру до Facebook та інших вебсайтів.
На парламентських виборах в 2016 року Лайонел Енгімея пройшов до парламенту і приєднується до парламентської більшості. В уряді обіймав посаду помічника міністра юстиції та імміграції.
У серпні 2019 року переобирався до парламенту. 27 серпня 2017 року на засіданні парламенту країни Лайонел Енгімея виступає з критикою Девіда Аданга і обирається новим президентом країни 12 голосами проти 6 за Аданга.. Був президентом до 28 вересня 2022 року.